# Wolfsland: Das heilige Grab
Das heilige Grab ist ein deutscher Fernsehfilm von Francis Meletzky aus dem Jahr 2019. Es handelt sich um den fünften Filmbeitrag der ARD-Kriminalfilmreihe Wolfsland mit Götz Schubert und Yvonne Catterfeld in den Hauptrollen.

## Handlung
In einem Mühlgraben wird ein unbekannter Toter aufgefunden. Die Kommissare Viola Delbrück und Burkhard ‚Butsch‘ Schulz aus Görlitz werden benachrichtigt und haben zunächst keinerlei Anhaltspunkte zur Identität des Mannes. Butsch ist zudem unkonzentriert, denn er hoffte, pünktlich Feierabend zu haben. Er erwartet seine Tochter Emmy zu Besuch und freut sich schon darauf, dass sie nach all den Jahren, in denen sie sich distanziert hatten, wieder in Kontakt kommen. Butschs Kollegin ist deshalb bereit, den Fall allein zu übernehmen, was Butsch ihr hoch anrechnet. Doch noch ehe er sich vom Tatort entfernen kann, erscheint eine Nonne des Marienthaler Zisterzienserinnenklosters, die den Kommissar sprechen will. Sie hat im Wald einen blutigen Schuh gefunden und vermutet nun, dass sich dort ein Verbrechen ereignet haben könnte. Sie gibt an, den Schuh wiedererkannt zu haben, denn letzte Nacht hätten zwei junge Mädchen im Kloster übernachtet und eine der beiden habe solche Schuhe getragen.
Butsch lässt sich den Fundort zeigen und erfährt nun, dass die beiden Mädchen auf einer Pilgerreise unterwegs waren und von Bautzen nach Görlitz wollten. Entsetzt erkennt der Kommissar, dass es sich nur um seine Tochter und deren Freundin Clara handeln kann, die nun beide spurlos verschwunden sind. Er ruft seine Kollegin an, damit sie gemeinsam eine Großfahndung einleiten können. Viola Delbrück ist aber noch mit dem Fall des Toten beschäftigt, den eine Zeugin als den Reisebüroangestellten Tommy Pakulat identifiziert hat. Bei der Suche nach Hinweisen für das Tatmotiv entdeckt sie vor dessen Wohnung Blutspuren, die von der Spurensicherung untersucht werden. Da sie aufgrund der Zeugenaussage Lutz Büttner, Pakulats Nachbarn, als tatverdächtig sieht, ist für sie der Fall so gut wie gelöst. Daher wendet sie sich dem Hilferuf ihres Kollegen zu und hält ebenfalls eine Großfahndung für angemessen.
Es stellt sich heraus, dass der gesuchte Lutz Büttner regelmäßig im Kloster arbeitet und hier als sehr friedlich und sehr religiös bekannt ist. Er ist den Nonnen angeblich dankbar, bei ihnen im Garten an Gottes Schöpfung mitarbeiten zu können, und würde Engel sehr lieben. Regelmäßig betet er eine Engelsstatue auf dem Görlitzer Friedhof an. Die Nonne erinnert sich auch, dass Büttner bei seiner Arbeit plötzlich aufgehorcht habe, als eines der Mädchen davon sprach, eine Aufgabe zu haben: Versöhnung. Seit diesem Zeitpunkt sei er dann nicht mehr gesehen worden. Butsch ist deshalb davon überzeugt, dass Büttner die Mädchen gefangen hält und sie wahrscheinlich Zeugen des Mordes an Pakulat geworden waren. Nachweislich befindet sich in Büttners Wohnung Blut des Opfers.
Viola Delbrück rekonstruiert zusammen mit ihrem Vorgesetzten Grimm den Hergang des Verschwindens der Mädchen. Büttner war ihnen vermutlich vom Kloster aus gefolgt und half ihnen, nachdem Emmy sich am Fuß verletzt hatte, was den blutigen Turnschuh erklärt. Er nahm die Mädchen mit zu sich nach Hause, wo er sie gewaltsam festhielt, was sein Nachbar zufällig mitbekam. Büttner brachte ihn gewaltsam zum Schweigen, beseitigte die Leiche und verbrachte die Mädchen an einen anderen Ort. Die Suche nach diesem Versteck führt Butsch und Delbrück in einen leerstehenden Gasthof, in welchem Büttners Mutter früher Köchin war. Doch erweist sich das als Sackgasse. Sie können aber eine Freundin finden, die den Ermittlern Klarheit darüber verschafft, was in Büttners Vergangenheit schiefgelaufen ist und was ihn antreibt. So hat er vor 17 Jahren eine Tochter durch plötzlichen Kindstod verloren. In Emmy sieht er den Engel seiner eigenen Tochter, der ihm die Erlösung verschaffen soll.
Als es dann endlich gelingt, das Versteck zu finden, ist Büttner mit den Mädchen aber schon nicht mehr dort. Butsch erleidet daraufhin einen mentalen Zusammenbruch. Delbrück bleibt an seiner Seite und steht ihm bei. Nachdem es ihm wieder besser geht und er im Traum eine Vision hatte, eilt er zum Marienthaler Zisterzienserinnenkloster. Er findet Büttner zwar in der Klosterkirche, aber von Emmy keine Spur. Butsch überwältigt Büttner und will ihn mit Gewalt dazu bringen, ihm Emmys Versteck preiszugeben. Doch Büttner sagt in seinem religiösen Wahn nur, dass Emmy ihn erlösen und seine Tochter wieder auferstehen werde.
Da Büttner Clara bereits freigelassen hat, weil er nur an Emmy Interesse hatte, kann sie den Ermittlern zwar einen Hinweis geben, doch genügt das nicht. Büttner hat Emmy irgendwo vergraben und hofft nun auf die Auferstehung seiner Tochter. So drängt die Zeit, Emmy zu finden, bevor sie erstickt. Das gelingt und während Butsch überglücklich seine Tochter in die Arme schließt, bricht Büttner angesichts seiner gescheiterten „Mission“ plötzlich tot zusammen.

## Produktionsnotizen
Die Dreharbeiten für Wolfsland: Das heilige Grab erstreckten sich vom 8. Mai 2018 bis zum 7. Juni 2018 und fanden in Görlitz und Umgebung statt. Die Erstausstrahlung erfolgte am 28. November 2019 auf Das Erste.

## Rezeption

### Einschaltquote
Die Erstausstrahlung von Das heilige Grab am 28. November 2019 wurde in Deutschland von 5,09 Millionen Zuschauern gesehen und erreichte einen Marktanteil von 16,7 Prozent für Das Erste.

### Kritiken
Tilmann P. Gangloff schrieb bei tittelbach.tv: „Der Film ist über dem Durchschnitt.“ „Reihenkrimis sind immer dann besonders fesselnd, wenn die Ermittler ihre Komfortzone verlassen müssen, weil sie selbst betroffen sind.“ Deshalb „entwickelt der Film dank der gekonnten Inszenierung durch Francis Meletzky exakt den Sog, von dem jeder Thriller lebt, zumal Götz Schubert seine Rolle diesmal mit großer Energie füllt und die Angst des Vaters um seine Tochter absolut glaubwürdig vermittelt.“ „Reizvoll ist zudem der Kontrast innerhalb dieser Figur, denn bislang war Schulz, der alle und jeden duzt, stets ein etwas schluffiger Typ, immer cool und lässig; jetzt verliert er völlig die Fassung.“
Die Berliner Morgenpost wertete: „Es hat den einzelnen Beiträgen [der Wolfsland-Reihe] dabei sehr gut getan, dass alle Drehbücher aus der Feder des Autoren-Duos Sönke Lars Neuwöhner und Sven S. Poser stammen. Sie haben für eine starke Grundierung der Hauptfiguren gesorgt, was sich nun ganz besonders auch im fünften Film ‚Das heilige Grab‘ niederschlägt.“ „Am Ende blickt man auf einen Film, der den Zuschauer in keiner Minute langweilt. Immerhin erlebt er hier einen Kommissar, der einen Nervenzusammenbruch erleidet und einen Wahnsinnigen, der die Wiedererweckung für ein Tauschprogramm hält.“
Sidney Schering von Quotenmeter.de meinte: „Die grimme Krimireihe wirkt auf ihrem Programmplatz im guten wie im schlechten Sinne wie ein Fremdkörper – der neue Fall belegt diesen Eindruck einmal mehr.“ Dennoch „entwickelte diese Reihe sehr wohl eine Identität. Eine durcheinandergewirbelte, da diese Filme neben ihren finsteren Elementen oftmals eine eklektische Ansammlung an Einfällen mitbringen, die nur mit mäßigem Erfolg unter einen Hut gebracht werden – aber selbst, wenn diese Krimis ihre Ideen nur solala über die Ziellinie bringen, so haben sie wenigstens Ideen. Frei nach dem Motto: Lieber halbgar einprägsam als ausgereift und austauschbar.“